# Fabienne Riner
Fabienne Riner (* 30. August 1991) ist eine ehemalige Schweizer Unihockeyspielerin.

## Karriere
Riner begann ihre Karriere beim Bülach Floorball und wechselte später in den Nachwuchs des UHC Dietlikon. 2011 debütierte Riner erstmals in der ersten Mannschaft des UHC Dietlikon.
Nach nur einem Einsatz in der ersten Mannschaft Dietlikons wechselte sie zu den Red Lions Frauenfeld in die Nationalliga B. In Frauenfeld entwickelte sie sich zur Stammspielerin und absolvierte in den zwei Jahren insgesamt 53 Meisterschaftspartien.
Zwischen 2014 und 2015 stand sie beim schwedischen Verein Djurgårdens IF IBF unter Vertrag. Für Djurgårdens wurde sie allerdings nie in einem Pflichtspiel eingesetzt.
2015 wechselte sie nach einem Jahr in Schweden zurück in die Schweiz zu den Red Ants Rychenberg Winterthur.
Auf die Saison 2018/19 wechselte Riner zum Nationalliga-A-Konkurrenten Zug United.
Zur Saison 2019/20 wechselte Riner zu den Floorball Riders. Im Sommer 2020 beendet Riner ihre Karriere.